# Stabieńszczyzna
Stabieńszczyzna – wieś w Polsce położona w województwie podlaskim, w powiecie sejneńskim, w gminie Krasnopol.
W latach 1975–1998 miejscowość administracyjnie należała do województwa suwalskiego.